# Паскино (Кимрский район)
Па́скино — деревня в Кимрском районе Тверской области России.
Входит в состав Печетовского сельского поселения.

## География и транспорт
Деревня Паскино по автодорогам расположена в 30 км к северо-западу от города Кимры, в 38 км от железнодорожной станции Савёлово, и в 168 км от МКАД.
Деревня находится на реке Большая Пудица и окружёна массивом мелколиственных и хвойных лесов. Почва в деревне в большинстве своём относится к супесям, во многих местах присутствуют значительные залежи торфа. К северо-востоку от деревни находится Битюковское болото.
Ближайшие населённые пункты — деревни Володарское, Завидово, Лукьяново и Сотское.
По данным кимрской автостанции от города Кимры и железнодорожной станции Савёлово до Паскино ежедневно (кроме вторников) по 2 раза в день курсирует автобус ПАЗ-3205 по следующим маршрутам:
- «Яковлевское» (маршрут № 108, до деревни Яковлевское);
- «Вороново» (маршрут № 109, до деревни Николо-Ям).

## История

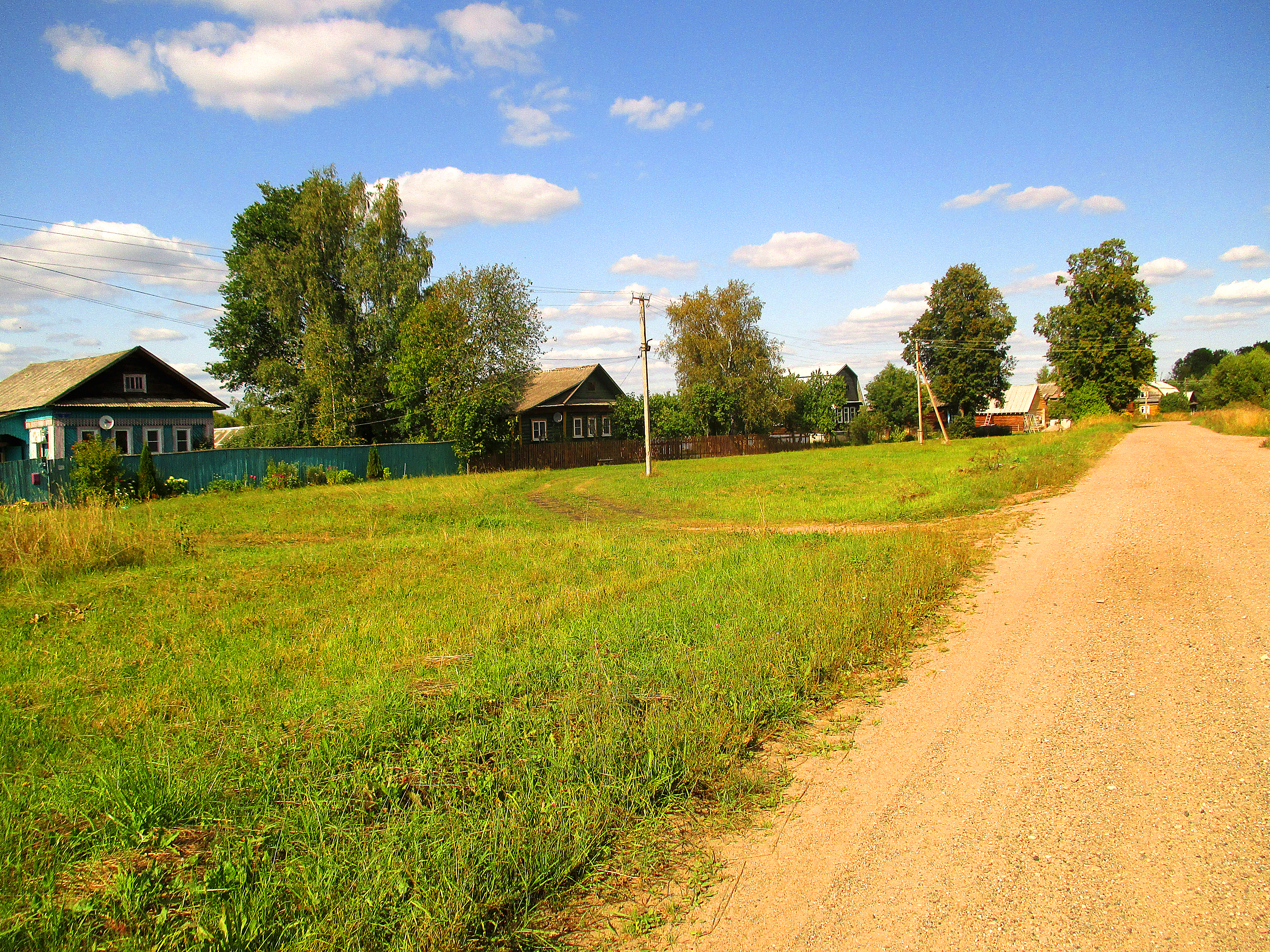
деревня Паскино

В середине XVII века через деревню проходила торговая дорога из Кашина в Тверь и относилась к Задубровскому стану Кашинского уезда. Рядом с деревней находился погост Воскресенский на Яму, который в XIX веке называется уже Воскресенский на Стану. Современная дорога через Паскино ведёт к деревням Неклюдово и Устиново.
Во второй половине XIX — начале XX века деревня Паскино является центром Паскинской волости Корчевского уезда Тверской губернии.

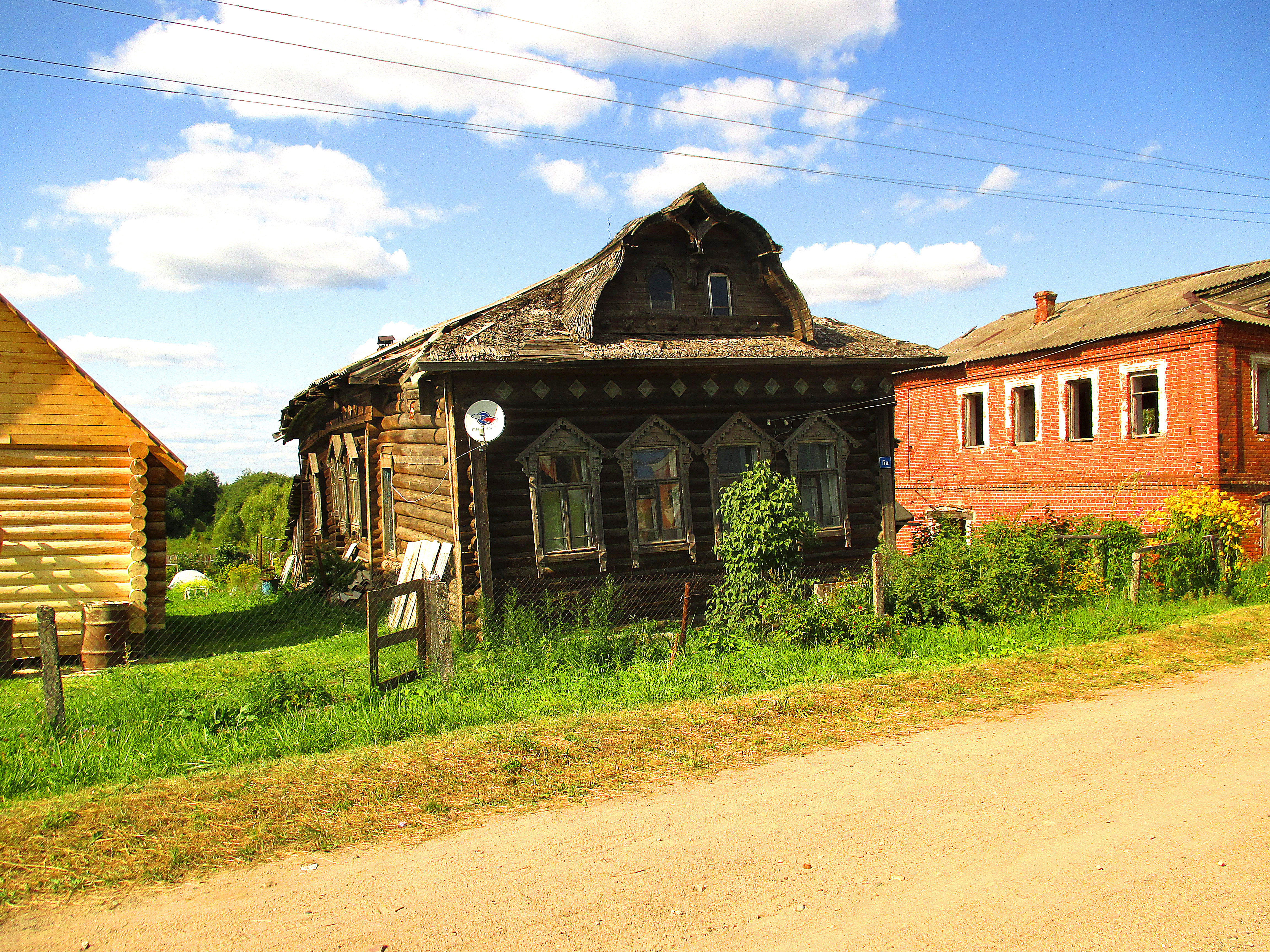
Дом 1920 года постройки

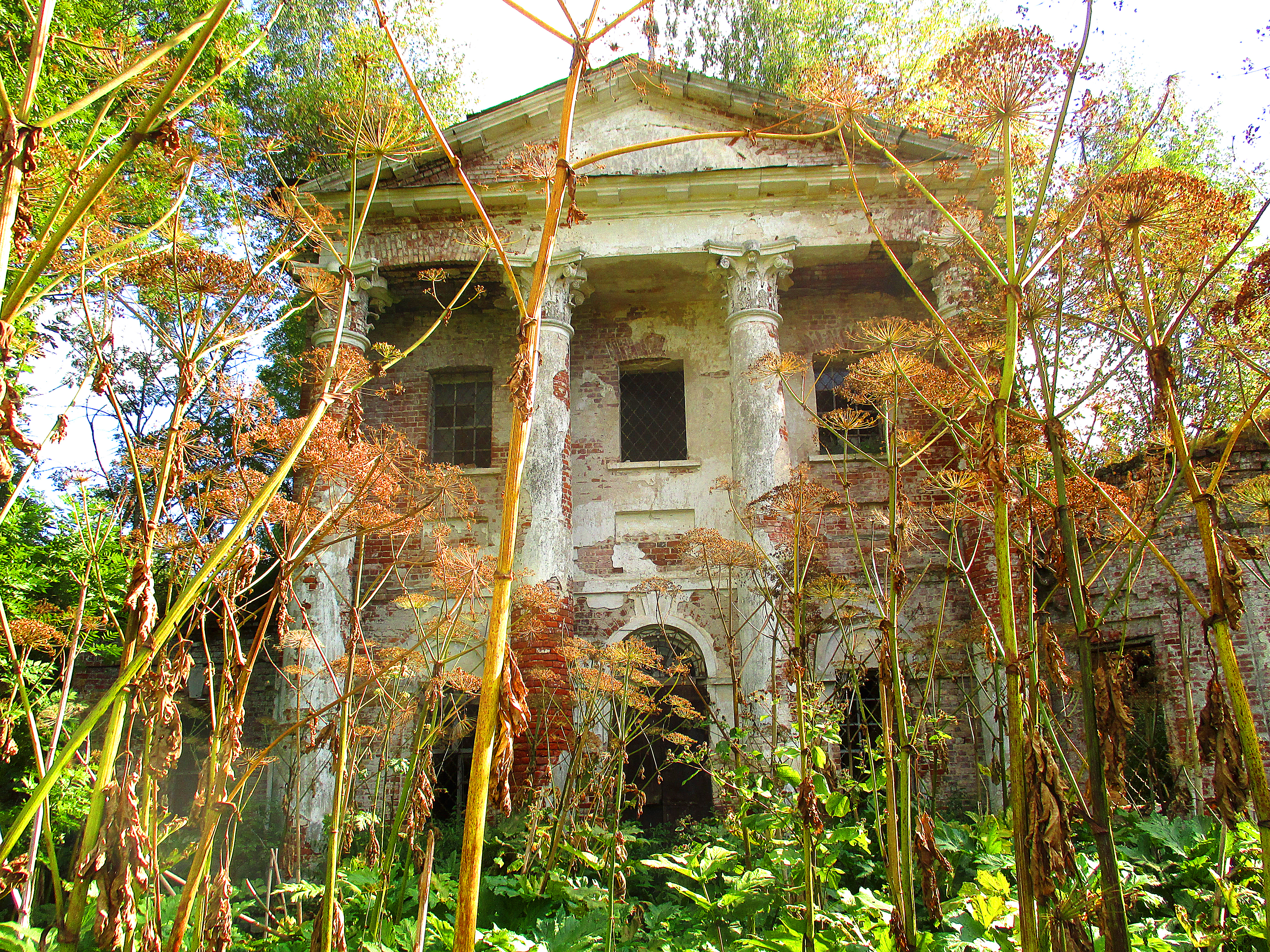
Церковь Воскресения Христова, 1842 года постройки

В 1929 г. деревня Паскино вошла в состав новообразованного Кимрского района, который, в свою очередь, вошёл в состав Московской области.
В 1935 г. деревня вошла в состав новообразованной Калининской области.
С 1970 г. в Паскино находилась центральная усадьба совхоза «Весна» (закрыта в 1980-х гг.).
С начала 1990-х гг. деревня была центром Паскинского сельского округа (ликвидирован в 2006 г.).
В 2006 г. деревня Паскино вошла в состав новообразованного Печетовского сельского поселения.
20 января 2023 года был снят документальный фильм о жителях деревни Паскино.

## Население
| 1859 | 1887 | 2002 | 2010 |
| ---- | ---- | ---- | ---- |
| 63   | ↘53  | ↗189 | ↘113 |

## Достопримечательности
- Церковь Воскресения Христова, 1842 года постройки;[6].
- река Большая Пудица и близлежащие леса пользуются большой популярностью у рыболовов и охотников.

## Учреждения
До 2015 г. в деревне Паскино находились МОУ Паскинская основная общеобразовательная школа (закрыта в 2011 г.) и Паскинский ФАП (закрыт в 2015 г.).
На момент 2018 г. жители деревни ездят в среднюю общеобразовательную школу деревни Неклюдово, а также в город Кимры. За медицинскими услугами — в Печетовский ФАП и город Кимры.
В 2018 г. в Паскино имеется медпункт и отделение связи.
Ближайший банкомат и отделение Сбербанка находятся в городе Кимры.
Перечень учреждений, находящихся в деревне в 2018 г.
- Паскинский ЦКиД;
- Паскинский филиал библиотеки;
- Отделение связи;
- Продуктовый магазин.

## Коммуникации
На 2018 г. деревня электрифицирована, но не газифицирована. Все частные и малоэтажные многоквартирные дома в деревне отапливаются печным отоплением.
Эти данные актуальны также и для соседних деревень Володарское, Завидово, Лукьяново и Сотское.

## Связь
- Телефон

На 2018 г. в деревне представлено покрытие мобильной телефонной связи (2G) только от операторов МТС и Мегафон.
- Интернет

На 2018 г. в деревне нет возможности подключения кабельного интернета по оптоволоконной или телефонной линиям, а также отсутствует покрытие 3G и 4G интернета от какого-либо из операторов мобильной связи. 
Доступ в интернет в деревне предоставляется только через спутниковый интернет от оператора Триколор.
- ТВ и радио

Ближайшие вышки РТРС-1 находятся в селе Горицы (расстояние 25 км) и городе Кимры. 
Ввиду большой удалённости расположения вышек, телевидение и радио в деревне доступно только через спутниковое телевидение от оператора Триколор. 
Эти данные актуальны также и для соседних деревень Володарское, Завидово, Лукьяново и Сотское.